# Ngonga (Bourrha)
 Ngonga est une localité du Cameroun située dans l'arrondissement de Bourrha, le département du Mayo-Tsanaga et la région de l’Extrême-Nord, à proximité de la frontière avec le Nigeria. Elle fait partie du canton de Tchevi.

## Population
Lors du recensement de 2005, on y a dénombré 2 097 personnes.